# Анна Шхиян
Анна Семьонова Шхиян (на руски: Анна Семёновна Шхиян) е съветска ботаничка, доктор на биологическите науки (1974). Известна е с изследванията си на флората в Кавказ.

## Биография
Родена е на 9 юли 1905 в Тифлис, Руска империя. Родителите ѝ са учители. Нейната страст към естествените науки я отвежда в земеделския отдел на Държавния политехнически институт в Тифлис, който по-късно се реорганизира в Тифлиския държавен университет. През 1929 г. се премества в Армения, където участва в залесяването на курорта Арзни. През 1933 г. се премества в биологичния сектор на Закавказкия клон на Академията на науките на СССР в Тбилиси, който по-късно, през 1934 г., става част от новосформирания Ботанически институт. Тук се развива нейното ботаническо учение: флористични и геоботанични експедиции в целия Кавказ, обработка на систематично сложни родове и семейства, защита на дисертации.
Много е направено от нея за регулиране на човешките икономически дейности в Закавказието – сертифициране на зимни пасища в редица региони на Азербайджанската ССР, геоботаническо проучване на горите на Долна Карталина, картографиране на растителността в района, изследване на дивите гори на Източна Грузия. Резултатите от тази работа са отразени в колекцията „Полезни растения“.
Дисертация ѝ, защитена през 1944 г., е свързана със систематиката и географията на кавказките представители на рода Muscári и не е загубила своето значение до наши дни. Данните за това изследване са включени в различни доклади, по-специално в осемтомната „Флора на Грузия“ (1941 – 1952), в създаването на която активно участва и тя. Докторската ѝ дисертация представя резултатите от систематичното изследване на семейството Лугачкови (Dipsacaceae) в Кавказ. То е отразено във всички публикации за флората на Кавказ.
Чете лекции на арменски език по таксономия и обща ботаника в арменския отдел на Природогеографския факултет на Педагогическия институт „А. С. Пушкин“ в Тбилиси.
От 1975 г. живее в Ереван и до есента на 1989 г. работи в Катедрата по систематика и география на Института по ботаника към Академията на науките на Арменската ССР. Участва в публикуването на „Флора на Армения“. Занимава се с обработване на данните за редица от най-трудните родове, подготвени за публикуване на планираната „Флора на Кавказ“. На нейно име е наречено растението Allium schchianiae.
Умира на 15 май 1990 г. в Ереван, Арменска ССР, СССР.

## Научни публикации
Броят на нейните научни публикации е около 50. По-известните от тях са:
- Шхиян А. С. Род Scabiosa L. на Кавказе // Труды Тбилисского ботанического института: журнал. – 1956. – Т. 18, № 10. – С. 3 – 68.
- Шхиян А. С. Семейство Dipsacaceae A.L.Jussieu на Кавказе: Автореферат... докт. биолог. наук / ТГУ. – Тбилиси: Мецниереба, 1974. – 27 с.
- Шхиян А. С. Род Helichrysum Mill. (Asteraceae) в Армении // Новости систематики высших растений: журнал. – 1986. – Т. 23, № 10. – С. 198 – 205. – ISSN 0568 – 5443.
- Шхиян А. С., Нерсесян А. А. Род Muscari Mill., Гадючий лук, Мышиный гиацинт // Флора Армении = Հայաստանի Ֆլորան: в 11 т. / под ред. А. Л. Тахтаджяна. – Ruggell (Liechtenstein): Gantner, 2001. – Т. 10: Monocotyledones (исключая Poaceae) / отв. ред. тома Э. Ц. Габриэлян, М. Э. Оганесян. – С. 262 – 271. – 612 с. – ISBN 3-904144-16-2.
- Шхиян А. С., Нерсесян А. А. Род Bellevalia Lapeyr., Беллевалия // Флора Армении = Հայաստանի Ֆլորան: в 11 т. / под ред. А. Л. Тахтаджяна. – Ruggell (Liechtenstein): Gantner, 2001. – Т. 10: Monocotyledones (исключая Poaceae) / отв. ред. тома Э. Ц. Габриэлян, М. Э. Оганесян. – С. 271 – 279. – 612 с. – ISBN 3-904144-16-2.